# Taddl

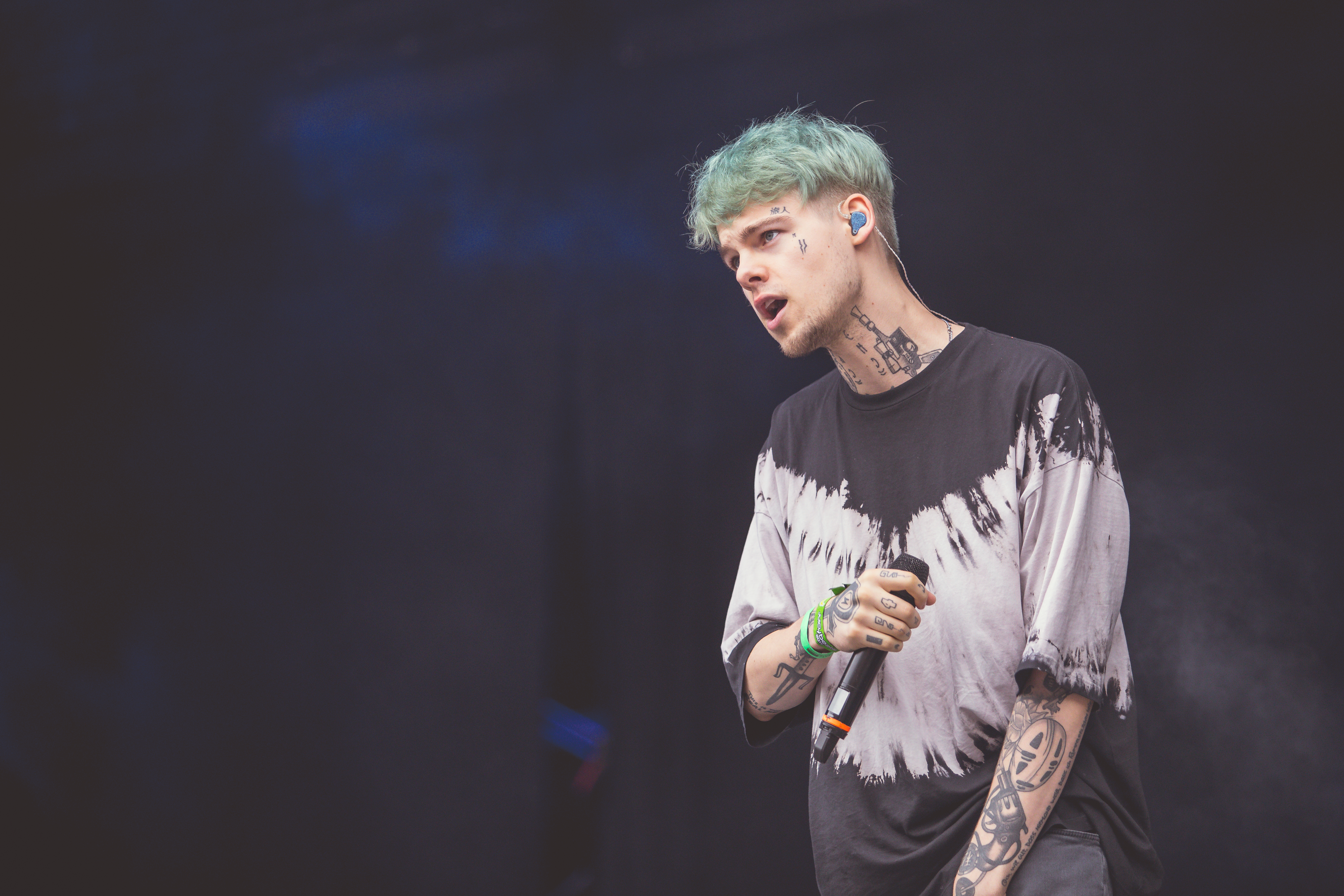
Taddl (2017)

Taddl (* 1. September 1994 in Roth; bürgerlich Daniel Tjarks) ist ein deutscher Rapper, Sänger und Beatboxer. Er war Frontmann der ehemaligen Hip-Hop-Formation Dat Adam und tritt seit 2017 vermehrt als TJ_beastboy und seit 2019 auch als TJ_babybrain in Erscheinung. Bekannt wurde er ursprünglich als Jugendlicher mit Webvideoproduktionen auf dem Videoportal YouTube. Im Juli 2024 verkündete er das Ende der Internetpersönlichkeit Taddl.

## Medialer Auftritt

### Webvideos und Livestreams

#### Taddl-Kanal
Daniel Tjarks, der in der ostfriesischen Gemeinde Großefehn aufwuchs, begann bereits in seiner frühen Jugend, sich selbst Filmanimation beizubringen. Bekannt wurde Tjarks schließlich durch seinen YouTube-Kanal Taddl, den er, mit 15 Jahren, am 11. September 2009 unter dem Namen MeatcakeTV gründete. Zu Beginn veröffentlichte er Animationen und Nachrichten auf dem Kanal. Zu dieser Zeit arbeitete er oft mit Applewar Pictures zusammen, wodurch Tjarks Ardian „Ardy“ Bora, seinen späteren Kollegen bei Dat Adam, kennenlernte. Im November 2012 begann eine Serie mit dem Titel What The Fact!? – Unnützes Wissen auf MeatcakeTV, dieses Format wurde nach kurzer Zeit zum Hauptbestandteil des Kanals. In den Videos stellte er jeweils 20 Fakten vor, die sowohl lustig und interessant als auch unnütz sind. Im Outro seiner What-the-Fact-Videos war immer ein Wookiee, welches zu seinem Maskottchen wurde, zu sehen. Tjarks bekanntestes Markenzeichen war dabei stets seine für einen Jugendlichen ungewöhnlich tiefe und sonore Stimme. Es wurden insgesamt 59 Folgen hochgeladen, die allesamt zwischen 500.000 und 1,9 Millionen Mal aufgerufen worden waren. Später wirkten in einigen Folgen auch andere YouTuber wie Ardy oder Cengiz mit. Im Juni 2014 stellte er die Reihe aufgrund mangelnder Zeit vorerst ein, um schließlich Anfang des Jahres 2015 alle Videos dieses Kanals privat zu stellen. Nach eigenen Angaben konnte Tjarks sich mit den Inhalten nicht mehr identifizieren.
Vor der Löschung der Videos im Februar 2015 verzeichnete der Kanal über 860.000 Abonnenten und über 55 Millionen Videoaufrufe. Damit stand er auf Platz 35 der meistabonnierten YouTube-Kanäle Deutschlands.
Tjarks war von 2017 bis 2021 regelmäßig als Twitch-Streamer aktiv und nutzte den Taddl-Kanal erneut, um Ausschnitte aus seinen Live-Streams auf YouTube hochzuladen. Inhalte seiner Streams waren unter anderem Let’s Plays, Just Chatting-Formate mit seinen Fans, Reaction-Ketten mit Jay Jiggy, Beatbox-Sessions und gelegentlich auch Musikproduktionen.

#### LetsTaddl-Kanal
Am 14. Juni 2013 erstellte Tjarks den YouTube-Kanal LetsTaddl, der ursprünglich lediglich als Zweitkanal vorgesehen war. Dort hat er Let’s Plays hochgeladen, in denen er Videospielmitschnitte kommentiert hat. Insbesondere war er für seine Minecraft-Videos bekannt. Dieser Kanal überholte seinen Hauptkanal Taddl sowohl in der Menge von Abonnenten, die zu Spitzenzeiten knapp 1,2 Millionen betrug, als auch in den Videoaufrufen. Damit rangierte er zeitweise auf Platz 25 der meistabonnierten YouTube-Kanäle Deutschlands. Ende Juni 2015 stellte er, wie auf dem Kanal „Taddl“, ebenfalls alle Videos auf Privat. Am 21. Oktober 2016 erklärt er die Wiederaufnahme der Videoproduktion. Der Kanal fungiert mittlerweile (Stand: 2023) als Kanal für kurze Videoausschnitte (Clips) seiner Videos und läuft unter dem Namen „Taddl Clips“.

### Musikkarriere

#### Anfänge und Dat Adam
Als erste große musikalische Inspiration nennt Tjarks vor allem System of a Down, aber auch Slipknot und All Shall Perish, weswegen er begann, selbst Metal Vocals zu machen. Erstes Interesse an Rap folgte später, unter anderem mit Hollywood Hank und Haftbefehl. Seinen ersten Auftritt als Rapper hatte Tjarks schließlich beim Videobattleturnier 2013, bei dem er aber schon nach der dritten Vorrunde freiwillig ausstieg. Im selben Jahr beteiligte er sich auf dem Kanal von Ardian Bora an dem von Vincent Lee produzierten Song YouTube-Partner. Mitte 2014 nahm er gemeinsam mit dem Produzenten Marius Ley eine EP mit dem Titel Motus auf. Vor Veröffentlichung trat er mit den beiden darauf enthaltenen Songs Roadin’ und Mula bei den Videodays in Köln auf. Beide Lieder schafften daraufhin den Sprung in die deutschen Charts.
Zum Ende des Jahres gründete er zusammen mit Ardian Bora und Marius Ley die Hip-Hop-/Cloud-Rap-/Crossover-Formation Dat Adam.

#### Solokarriere als TJ_beastboy und TJ_babybrain
Ohne Bora, aber erneut mit Ley als Produzent und Instrumentalist, veröffentlichte Tjarks 2017 ein Album mit dem Titel Cy-Beast Lvl1. Erschienen ist es unter dem Pseudonym TJ_beastboy.
Seit der Auflösung von Dat Adam Ende 2018 tritt er vermehrt als Solokünstler unter den Pseudonymen TJ_beastboy und TJ_babybrain in Erscheinung. Hierfür hatte er Anfang 2019, gemeinsam mit ein paar anderen Künstlern, ein eigenes Independent-Musiklabel namens Cyber-Gen gegründet, das mittlerweile als Space Music Records firmiert, und mit dem Musikvertrieb Groove Attack und der Booking- und Konzertagentur Chimperator Live kollaboriert.
Der Stil dieser Musik kann als „Elektro-House-Rap“ und „Death Metal-Flexcore mit Drum’n’Bass-esken Einflüssen“ mit „beachtlich variablem Stimm- und Flow-Einsatz“ mit sehr häufigen Flow-Wechseln beschrieben werden. Bei Ersterem ist Tjarks insbesondere dafür bekannt, zwischen zahlreichen Stimmtimbres und Stimmtechniken zu variieren. Unter anderem setzt er neben klassischer Raptechnik auch Stimmtechniken aus anderen Musikgenres, wie beispielsweise, mit Distortion, Vocal Fry, Shouts, Screams oder aber gelegentlich auch Growls, regelmäßig Techniken aus Rock, Hardcore bzw. Metal ein. Zudem wendet Tjarks, der nebenbei auch beatboxt, gelegentlich auch aus dem Beatboxing stammende Techniken in seiner Musik an. Auch die von Tjarks verwendeten Beats und Instrumentals experimentieren gelegentlich mit Einflüssen anderer Genres, wie beispielsweise House, Retrowave, Drum ’n’ Bass, Rock, Pop-Punk und Metal. Als TJ_beastboy arbeitete er zunächst mit seinem damaligen Dat-Adam-Kollegen, dem Beatproduzenten und Multiinstrumentalisten Marius Ley alias Mary, und danach mit den Beatproduzenten Young Kira, Thani und Fliggsy zusammen, bei TJ_babybrain hingegen macht er die Beats, Instrumentals und die gesamte Produktion selbst. Die Musik nimmt er in seinem eigenen Homestudio auf.
Inhaltlich sind TJ_beastboy und TJ_babybrain als zwei unterschiedliche Alter Egos zu verstehen. Tjarks bezeichnet TJ_beastboy mehr oder weniger als Kunstfigur, von der gewisse Charakteristika, wie beispielsweise das übersteigerte Selbstbewusstsein, als zur Unterhaltung dienen sollende Stilmittel zu verstehen und nicht wirklich ernst gemeint sind, wobei er aber zur Gänze hinter der Message von Beastboy stehe, wie beispielsweise das Vermitteln eines positiven, nicht oberflächlichen und nicht materialistischen Lebensgefühls. Die Texte von TJ_babybrain hingegen, welche großteils Freestyle sind, versteht er als eine Art Tagebuch, in dem er persönliche, oftmals schwerfällige Emotionen und Gedanken verarbeitet. Tjarks’ Texte sind in der Regel auf Deutsch, teilweise aber auch auf Englisch und vereinzelt auch auf Japanisch.
Die Musikvideos seiner verschiedenen Musikprojekte, von Regie über Schnitt bis hin zur Bearbeitung (inklusive Animationen und Visual Effects), macht Tjarks in der Regel selbst. Er veröffentlichte im Laufe der Jahre zahlreiche EPs und Singles.
Neben seiner Haupttätigkeit als Musiker und Streamer tritt Tjarks gelegentlich auch als Synchronsprecher in Erscheinung.
Im Juli 2024 veröffentlichte er ein 40-minütiges Video mit dem Titel „Die Wahrheit über mich! [exposed]“, in dem es unter anderem um sein Verhalten gegenüber seiner Frau geht. Er bezeichnet sich in dem Video selbst als „notorischer Lügner“ und zieht in Erwägung, eine narzisstische Persönlichkeitsstörung zu haben. Er kündigte außerdem eine längere Pause vom Internet an und das Ende der Internetpersönlichkeit Taddl. Am 2. März 2025 trat er erstmals als „BeastBoy“ beim „NRWeekend 8“ der Plattform „Don’t Let the Label Label You“ (DLTLLY) zu einem On-Beat-Battle gegen Davie Jones an.

## Buchveröffentlichungen
Am 6. März 2015 veröffentlichte Tjarks zusammen mit Ardian Bora im Ullstein Verlag das Taschenbuch What The Fact!: Völlig unnützes Wissen, in dem u. a. die Inhalte der ehemaligen Videoformate der beiden verschriftlicht wurden. Das Buch beinhaltet neben unnützen Fakten auch persönliche Geschichten aus dem Leben der Autoren, und hielt sich über mehrere Wochen in den Amazon-, GfK- und Spiegel- Bestsellerlisten.
- Taddl & Ardy: What The Fact!: Völlig unnützes Wissen – Ullstein Taschenbuchverlag, März 2015, ISBN 978-3-548-37580-9.

## Diskografie

### Studioalben
| Jahr | Titel Musiklabel          | Höchstplatzierung, Gesamtwochen, AuszeichnungChartplatzierungen (Jahr, Titel, Musiklabel, Platzierungen, Wochen, Auszeichnungen, Anmerkungen) | Höchstplatzierung, Gesamtwochen, AuszeichnungChartplatzierungen (Jahr, Titel, Musiklabel, Platzierungen, Wochen, Auszeichnungen, Anmerkungen) | Höchstplatzierung, Gesamtwochen, AuszeichnungChartplatzierungen (Jahr, Titel, Musiklabel, Platzierungen, Wochen, Auszeichnungen, Anmerkungen) | Anmerkungen                                                         |
| Jahr | Titel Musiklabel          | DE | AT | CH | Anmerkungen                                                         |
| ---- | ------------------------- | --- | --- | --- | ------------------------------------------------------------------- |
| 2017 | Cy-Beast Lvl1 Hydra Music | DE26 (2 Wo.)DE | AT10 (2 Wo.)AT | CH30 (1 Wo.)CH | Erstveröffentlichung: 29. September 2017 als TJ_beastboy & Mary Man |

### EPs
| Jahr | Titel Musiklabel                            | Höchstplatzierung, Gesamtwochen, AuszeichnungChartplatzierungen (Jahr, Titel, Musiklabel, Platzierungen, Wochen, Auszeichnungen, Anmerkungen) | Höchstplatzierung, Gesamtwochen, AuszeichnungChartplatzierungen (Jahr, Titel, Musiklabel, Platzierungen, Wochen, Auszeichnungen, Anmerkungen) | Höchstplatzierung, Gesamtwochen, AuszeichnungChartplatzierungen (Jahr, Titel, Musiklabel, Platzierungen, Wochen, Auszeichnungen, Anmerkungen) | Anmerkungen                                                |
| Jahr | Titel Musiklabel                            | DE | AT | CH | Anmerkungen                                                |
| ---- | ------------------------------------------- | --- | --- | --- | ---------------------------------------------------------- |
| 2014 | Motus Marius Ley Music                      | DE35 (1 Wo.)DE | — | — | Erstveröffentlichung: 9. September 2014 als Taddl & Marley |
| 2021 | Emotional Breakdowns Space Music Records    | DE77 (1 Wo.)DE | AT40 (1 Wo.)AT | — | Erstveröffentlichung: 16. April 2021 als TJ_babybrain      |
| 2021 | Supersonic Workaholic Space Music Records   | DE29 (2 Wo.)DE | AT8 (3 Wo.)AT | CH74 (1 Wo.)CH | Erstveröffentlichung: 23. Juli 2021 als TJ_beastboy        |
| 2023 | Mathematic-Rapaddict Space Music Records    | DE33 (2 Wo.)DE | AT11 (2 Wo.)AT | CH32 (1 Wo.)CH | Erstveröffentlichung: 12. Mai 2023 als TJ_beastboy         |
| 2024 | Coldblooded-Bonecrusher Space Music Records | DE12 (3 Wo.)DE | AT6 (2 Wo.)AT | CH17 (2 Wo.)CH | Erstveröffentlichung: 8. März 2024 als TJ_beastboy         |
| 2024 | Hijacked-Lowrider Space Music Records       | — | AT47 (1 Wo.)AT | CH71 (1 Wo.)CH | Erstveröffentlichung: 12. Juli 2024 als TJ_beastboy        |

Weitere EPs
- 2019: Ordinary Feelings (als TJ_babybrain)
- 2019: Hyperreal Ravelord (als TJ_beastboy)[61]
- 2020: Paranormal Flowmachine (als TJ_beastboy)[119]
- 2021: Supersonic Workaholic (als TJ_beastboy)[81]
- 2021: Private Folder (als TJ_babybrain)
- 2021: Explicit Content (als TJ_babybrain)
- 2021: Humanoid Flamethrower (als TJ_beastboy)[75]

### Singles
| Jahr | Titel Album                     | Höchstplatzierung, Gesamtwochen, AuszeichnungChartplatzierungen (Jahr, Titel, Album, Platzierungen, Wochen, Auszeichnungen, Anmerkungen) | Höchstplatzierung, Gesamtwochen, AuszeichnungChartplatzierungen (Jahr, Titel, Album, Platzierungen, Wochen, Auszeichnungen, Anmerkungen) | Höchstplatzierung, Gesamtwochen, AuszeichnungChartplatzierungen (Jahr, Titel, Album, Platzierungen, Wochen, Auszeichnungen, Anmerkungen) | Anmerkungen                                                                 |
| Jahr | Titel Album                     | DE | AT | CH | Anmerkungen                                                                 |
| ---- | ------------------------------- | --- | --- | --- | --------------------------------------------------------------------------- |
| 2014 | Roadin’ Motus                   | DE22 (3 Wo.)DE | AT5 (4 Wo.)AT | CH46 (1 Wo.)CH | Erstveröffentlichung: 9. September 2014 als Taddl & Marley                  |
| 2014 | Mula Motus                      | DE42 (2 Wo.)DE | AT40 (2 Wo.)AT | — | Erstveröffentlichung: 9. September 2014 als Taddl & Marley                  |
| 2019 | 1000x Cooler Hyperreal Ravelord | DE89 Gold · (5 Wo.)DE | — | — | Erstveröffentlichung: 18. Oktober 2019 Verkäufe: + 200.000; als TJ_beastboy |
| 2020 | $w4g Paranormal Flowmachine     | DE— aDE | — | — | Erstveröffentlichung: 21. August 2020 als TJ_beastboy                       |

Einzeltracks
- 2018: Flip It/Skip It (als TJ_beastboy)
- 2018: Dreifaches_x (als TJ_babybrain mit wavvyboi)
- 2019: Die Coolsten! (als TJ_beastboy)
- 2019: Aus Versehen – Freestyle (als TJ_beastboy)
- 2019: Cyber -> F.Gen (als TJ_beastboy)
- 2019: B4ller (als TJ_beastboy)
- 2019: Take the Lead (als TJ_beastboy)
- 2019: Selfm4de (als TJ_beastboy)
- 2019: Forgotten Children (OST) (als TJ_babybrain)
- 2019: J4p4n (feat. J $tash) (als TJ_beastboy)
- 2020: Lvl Up (als TJ_beastboy)
- 2020: Geisteskra$$ (als TJ_beastboy mit Dyzzy)
- 2020: Hu5tle!!! (als TJ_beastboy mit Fliggsy)
- 2021: Cringy (als TJ_beastboy)
- 2021: Keine Chain (als TJ_beastboy mit Fliggsy)
- 2023: $W4G RMX (als TJ_beastboy mit Money Boy)
- 2023: 29 Years (als TJ_beastboy)
- 2023: UH YEAH [WAHNSiNN 01] (als TJ_beastboy)
- 2023: PSYCHO [WAHNSiNN 02] (als TJ_beastboy)

### Als Gastmusiker
| Jahr | Titel Album              | Höchstplatzierung, Gesamtwochen, AuszeichnungChartplatzierungen (Jahr, Titel, Album, Platzierungen, Wochen, Auszeichnungen, Anmerkungen) | Höchstplatzierung, Gesamtwochen, AuszeichnungChartplatzierungen (Jahr, Titel, Album, Platzierungen, Wochen, Auszeichnungen, Anmerkungen) | Höchstplatzierung, Gesamtwochen, AuszeichnungChartplatzierungen (Jahr, Titel, Album, Platzierungen, Wochen, Auszeichnungen, Anmerkungen) | Anmerkungen                                                                     |
| Jahr | Titel Album              | DE | AT | CH | Anmerkungen                                                                     |
| ---- | ------------------------ | --- | --- | --- | ------------------------------------------------------------------------------- |
| 2022 | Bunny Bars (Osterhase) – | DE62 (3 Wo.)DE | — | — | Erstveröffentlichung: 3. September 2022 Julien Bam feat. Elif & Taddl als Jay-C |

Weitere Gastbeiträge
- 2018: Shawty Flick von Sierra Kidd (feat. TJ_babybrain)
- 2018: Peanutbutter & Skittles von Faileezy (feat. TJ_beastboy)
- 2019: Piu Piu von Lulu (feat. TJ_beastboy)
- 2019: Brickchain von Young Mokuba (feat. TJ_beastboy)
- 2019: Sin City von Navy Westghost (feat. TJ_beastboy)
- 2019: Energy Up von Dyzzy (feat. TJ_beastboy)
- 2020: Wo ist der Jack????? von Fliggsy (feat. TJ_beastboy)
- 2023: Blitzeis von Mokuba (feat. TJ_beastboy)
- 2023: Wer bist du von Navy Westghost (feat. TJ_beastboy)
- 2023: Duck Down von Jay Jiggy (feat. TJ_beastboy)

### Musikvideos
Eigene Musikvideos
| Jahr | Projekt                | Titel                                                               | Regie, Schnitt, Editing      | Länge |
| ---- | ---------------------- | ------------------------------------------------------------------- | ---------------------------- | ----- |
| 2017 | Taddl                  | Ich roaste mich selbst (feat. Ardy)                                 | Daniel Tjarks                | 2:09  |
| 2017 | TJ_beastboy & Mary Man | Good Morning                                                        | Daniel Tjarks                | 2:52  |
| 2017 | TJ_beastboy & Mary Man | Modus                                                               | Daniel Tjarks                | 3:35  |
| 2017 | TJ_beastboy & Mary Man | 9 Leben (feat. Young Mokuba)                                        | Daniel Tjarks                | 2:55  |
| 2017 | TJ_beastboy & Mary Man | Insomnia (feat. Navy Westghost)                                     | Daniel Tjarks                | 4:50  |
| 2017 | TJ_beastboy & Mary Man | Incoming Call                                                       | Daniel Tjarks                | 1:09  |
| 2017 | TJ_beastboy & Mary Man | Sean Connery                                                        | Daniel Tjarks                | 2:01  |
| 2018 | Taddl                  | Mr. Game & Watch                                                    | Daniel Tjarks                | 1:45  |
| 2019 | TJ_beastboy            | Die Coolsten                                                        | Daniel Tjarks                | 1:38  |
| 2019 | TJ_beastboy            | Cyber {\displaystyle \rightarrow } F. Gen (feat. John on a Mission) | Daniel Tjarks                | 3:01  |
| 2019 | TJ_beastboy            | B4ller                                                              | Khaleel Fauser, Mirek Mirage | 3:07  |
| 2019 | TJ_beastboy            | Take the Lead                                                       | Daniel Tjarks                | 2:53  |
| 2019 | TJ_babybrain           | Just Another Day                                                    | Daniel Tjarks                | 2:21  |
| 2019 | TJ_beastboy            | 1000x Cooler + W1nner                                               | Daniel Tjarks                | 3:41  |
| 2020 | TJ_beastboy            | Lvl Up                                                              | Daniel Tjarks                | 4:06  |
| 2020 | TJ_beastboy            | 300 Words in a Minute OneTake                                       | Daniel Tjarks                | 1:12  |
| 2020 | TJ_beastboy            | Paranormal Flowmachine Live OneTake-Medley                          | Daniel Tjarks                | 7:00  |
| 2020 | TJ_beastboy            | Geisteskra$$ (feat. Dyzzy)                                          | Daniel Tjarks                | 3:13  |
| 2021 | TJ_beastboy            | Cringy                                                              | Daniel Tjarks                | 1:51  |
| 2021 | TJ_babybrain           | The Journey Continues                                               | Daniel Tjarks                | 1:37  |
| 2021 | TJ_beastboy            | Big Brains + Hella Sexy + Friday Night                              | Daniel Tjarks                | 3:02  |
| 2021 | TJ_beastboy            | Weregarurumon + Ach komm                                            | Daniel Tjarks                | 4:34  |
| 2021 | TJ_babybrain           | Low Battery                                                         | Daniel Tjarks                | 1:27  |
| 2021 | TJ_beastboy            | Humanoid Flamethrower Live OneTake-Medley                           | Daniel Tjarks                | 7:47  |
| 2023 | TJ_beastboy            | Rottweiler + Empty the Clip                                         | Daniel Tjarks                | 2:58  |
| 2023 | Beastboy               | $uicideboy$ - Paris (Beatbox Cover)                                 | Daniel Tjarks                | 1:59  |
| 2023 | TJ_beastboy            | Uh Yeah + Psycho                                                    | Daniel Tjarks                | 2:46  |
| 2024 | TJ_beastboy            | Coldblooded Bonecrusher Live OneTake-Medley                         | Daniel Tjarks                | 6:54  |
| 2024 | TJ_beastboy            | 99 Problems                                                         | Daniel Tjarks                | 1:55  |
| 2024 | TJ_beastboy            | Cap Down + Endorphin                                                | Daniel Tjarks                | 3:08  |

Musikvideos als Gastmusiker
| Jahr | Künstler                                           | Titel      | Regie, Schnitt, Editing        | Länge |
| ---- | -------------------------------------------------- | ---------- | ------------------------------ | ----- |
| 2017 | Posse (feat. Taddl, Marti Fischer und Vincent Lee) | Posse03    | B.A.                           | 9:26  |
| 2019 | Lulu (feat. TJ_beastboy)                           | Piu Piu    | Luna Darko                     | 3:04  |
| 2019 | Navy Westghost (feat. TJ_beastboy)                 | Sin City   | Khaleel Fauser, Karlifetz      | 3:26  |
| 2022 | Julien Bam (feat. Elif & Jay-C)                    | Bunny Bars | Julien Bam, Shawn Bu, Gong Bao | 2:51  |
| 2023 | Jay Jiggy (feat. TJ_beastboy)                      | Duck Down  | Janis Restle                   | 3:38  |

## Auszeichnungen für Musikverkäufe
Anmerkung: Auszeichnungen in Ländern aus den Charttabellen bzw. Chartboxen sind in ebendiesen zu finden.
| Land/RegionAuszeichnungen für Musikverkäufe (Land/Region, Auszeichnungen, Verkäufe, Quellen) | Gold  | Platin | Verkäufe | Quellen           |
| -------------------------------------------------------------------------------------------- | ----- | ------ | -------- | ----------------- |
| Deutschland (BVMI)                                                                           | Gold1 | —      | 200.000  | musikindustrie.de |
| Insgesamt                                                                                    | Gold1 | —      |          |                   |